# Spelmanslåtar från Hälsingland (musikalbum)
Spelmanslåtar från Hälsingland  är ett album av Sven Härdelin, Thore Härdelin (d.y.), Hugo Westling och Gällsbo Emil Olsson som släpptes 1968. De två förra spelar norrhälsingelåtar och de två senare sörhälsingelåtar.
Ingår i en svensk folkmusikserie utgiven av Sonet under det sena 1960-talet och 1970-talet. Nyutgavs på CD 2001 som "Folk tunes from Hälsingland".  

## Låtlista
1. "Skänklåt efter Mattias Blom, Bjuråker"
2. "Polska i G-dur efter Mattias Blom"
3. "Polska i C-dur efter Mattias Blom"
4. "Polska i A-dur efter Mattias Blom"
5. "Senpolska i A-moll från Knaggälve"
6. "Senpolska i G-moll efter Mattias Blom"
7. "Senpolska i A- och D-moll efter Grubb Anders Jonsson"
8. "Senpolska i D-moll efter Mattias Blom"
9. "Polska i C-dur efter From-Olle"
10. "Polska i D-moll efter Hultkläppen"
11. "Prästpolska efter Lillback Olof Olsson"
12. "Polska efter Magnus Olsson, "Pell-Pers Manne"".
13. "Tallapolskan efter Jönsagubben"
14. "Lungsoten, polska efter Gällsbo Jonas Olsson"
15. "Polska efter Jon Ersson"
16. "Polska efter Per på Böle"
17. "Makalösen, polska efter Gällsbo Jonas Olsson"
18. "Gånglåt efter Olle Gustafson-Solne"